# Sarraltroff
Sarraltroff – miejscowość i gmina we Francji, w regionie Grand Est, w departamencie Mozela.
Według danych na rok 1990 gminę zamieszkiwało 799 osób, a gęstość zaludnienia wynosiła 67 osób/km² (wśród 2335 gmin Lotaryngii Sarraltroff plasuje się na 440. miejscu pod względem liczby ludności, natomiast pod względem powierzchni na miejscu 480.).